# Куербак
Куербак — река в Кемеровской и Томской областях России. Впадает в Китат в 39 км от устья по левому берегу. Длина — 65 км, площадь бассейна — 545 км². На реке находится деревня Емельяновка.

## Притоки
- 13 км: Багайдак (лв)
- Тукай (пр)
- 33 км: Малый Куербак (лв)
- Запольная (лв)
- 42 км: Елистратушка (пр)
- Поперечка (лв)
- Левый Куербак (лв)
- Средний Куербак (лв)

## Данные водного реестра
По данным государственного водного реестра России относится к Верхнеобскому бассейновому округу,
 речной бассейн реки — (Верхняя) Обь до впадения Иртыша,
 речной подбассейн реки — Чулым,
 водохозяйственный участок реки — Чулым от в/п с. Зырянское до устья.
Код водного объекта — 13010400312115200020974.